# Le nove vite di Chloe King
Le nove vite di Chloe King (The Nine Lives of Chloe King) è una serie televisiva statunitense prodotta nel 2011, basata sull'omonima serie di romanzi scritta da Elizabeth J. Braswell.
Negli Stati Uniti la serie è stata trasmessa su ABC Family, mentre in Italia la serie è stata trasmessa in prima visione sul canale Deejay TV dal 6 febbraio 2012.

## Trama
Chloe King è una ragazza che il giorno del suo sedicesimo compleanno scopre di possedere strani poteri tra cui una velocità superumana, un udito sviluppatissimo e l'abilità di afferrare gli oggetti con i suoi artigli. Quando scopre però che una strana figura le sta dando la caccia, viene a sapere di far parte dell'antica razza dei Mai e di essere la chiave per proteggere la specie da un gruppo di assassini che l'ha braccata per anni. 

## Episodi
Il 15 settembre 2011 ABC Family ha annunciato la cancellazione della serie.
| Stagione       | Episodi | Prima TV USA | Prima TV Italia |
| -------------- | ------- | ------------ | --------------- |
| Prima stagione | 10      | 2011         | 2012            |

## Personaggi e interpreti
- Chloe King (stagione 1), interpretata da Skyler Samuels, doppiata da Valentina Favazza.
È una discendente dell'antica razza Mai. Possiede il dono extra delle nove vite, il quale farà di lei la "Uniter", la guerriera destinata a salvare il mondo umano e Mai fermando le loro guerre. È originaria dell'Ucraina, fu portata negli Stati Uniti da un uomo che diventerà suo padre adottivo.
- Meredith King (stagione 1), interpretata da Amy Pietz, doppiata da Claudia Razzi.
È la madre di Chloe. Suo marito trovò Chloe e decise di adottarla ma poco dopo abbandonò madre e figlia.
- Brian Rezza (stagione 1), interpretato da Grey Damon, doppiato da Luigi Morville.
È il figlio dell'uomo che sta attentando alla vita di Chloe con lo scopo di distruggere la civiltà Mai. Viene chiamato "Kitty Hat" da Amy perché la prima volta che Chloe lo ha incontrato gli ha venduto un cappello con le orecchie da gatto.
- Amy (stagione 1), interpretata da Grace Phipps, doppiata da Sara Ferranti.
È una dei migliori amici di Chloe. Recentemente esce con Paul, un amico comune ad entrambe.
- Alek Petrov (stagione 1), interpretato da Benjamin Stone, doppiato da Gabriele Lopez.
È un discendente della razza Mai e cugino di Jasmine. Si rivela a Chloe con lo scopo di proteggerla. Tenterà di baciarla nel primo episodio ma la ragazza non cederà alle avances. Alek si comporta come suo protettore, tirandola fuori dai guai.
- Jasmine (stagione 1), interpretata da Alyssa Diaz, doppiata da Elena Perino.
È una discendente della razza Mai. Come il cugino anch'essa tenta di proteggere Chloe.
- Paul (stagione 1), interpretato da Ki Hong Lee, doppiato da Stefano De Filippis.
È un amico di Chloe, frequenta Amy. Viene presentato come una specie di nerd amante dei fumetti. È il primo ad essere entusiasta quando si manifestano i poteri dell'amica.